# Campionati mondiali di volo con gli sci 2020
I Campionati mondiali di volo con gli sci 2020, ventiseiesima edizione della manifestazione, si sono svolti dall'11 al 13 dicembre a Planica, in Slovenia, e hanno contemplato esclusivamente gare maschili; sono stati assegnati due titoli, uno individuale e uno a squadre. La manifestazione era inizialmente in programma dal 20 al 22 marzo, ma è stata posticipata a causa alla pandemia di COVID-19.

## Risultati

### Individuale
| Pos. | Atleta                | Nazione  | Punteggio |
| ---- | --------------------- | -------- | --------- |
| 1    | Karl Geiger           | Germania | 877,2     |
| 2    | Halvor Egner Granerud | Norvegia | 876,7     |
| 3    | Markus Eisenbichler   | Germania | 859,3     |
| 4    | Michael Hayböck       | Austria  | 845,1     |
| 5    | Robert Johansson      | Norvegia | 841,0     |
| 6    | Yukiya Satō           | Giappone | 835,1     |
| 7    | Piotr Żyła            | Polonia  | 828,6     |
| 8    | Kamil Stoch           | Polonia  | 808,5     |
| 9    | Evgenij Klimov        | Russia   | 802,2     |
| 10   | Andrzej Stękała       | Polonia  | 792,4     |

Data: 12 dicembre

Ore: 16.00 (UTC+1)

Trampolino: Letalnica HS240

### Gara a squadre
| Pos. | Nazione   | Atleti                                                                         | Punteggio |
| ---- | --------- | ------------------------------------------------------------------------------ | --------- |
| 1    | Norvegia  | Daniel-André Tande Johann André Forfang Robert Johansson Halvor Egner Granerud | 1727,7    |
| 2    | Germania  | Constantin Schmid Pius Paschke Markus Eisenbichler Karl Geiger                 | 1708,5    |
| 3    | Polonia   | Piotr Żyła Andrzej Stękała Kamil Stoch Dawid Kubacki                           | 1665,5    |
| 4    | Slovenia  | Domen Prevc Peter Prevc Bor Pavlovčič Anže Lanišek                             | 1609,9    |
| 5    | Giappone  | Keiichi Satō Naoki Nakamura Ryōyū Kobayashi Yukiya Satō                        | 1483,5    |
| 6    | Austria   | Philipp Aschenwald Gregor Schlierenzauer Timon-Pascal Kahofer Michael Hayböck  | 1422,1    |
| 7    | Russia    | Il'ja Man'kov Danil Sadreev Michail Nazarov Evgenij Klimov                     | 1356,3    |
| 8    | Finlandia | Niko Kytösaho Jarkko Määttä Eetu Nousiainen Antti Aalto                        | 1284,8    |

Data: 13 dicembre

Ore: 16.00 (UTC+1)

Trampolino: Letalnica HS240

## Medagliere per nazioni
| Pos. | Nazione  | Oro | Argento | Bronzo | Totale |
| ---- | -------- | --- | ------- | ------ | ------ |
| 1    | Germania | 1   | 1       | 1      | 3      |
| 2    | Norvegia | 1   | 1       | 0      | 2      |
| 3    | Polonia  | 0   | 0       | 1      | 1      |